# Kōnan-ku (Yokohama)
Kōnan-ku (港南区?) es uno de los 18 distritos administrativos que conforman la ciudad de Yokohama, la capital de la prefectura de Kanagawa, Japón. Tenía una población estimada de 213 779 habitantes el 1 de septiembre de 2020 y una densidad de población de 10 743 personas por km².

## Geografía
Kōnan-ku está localizado en la parte oriental de la prefectura de Kanagawa, y al sur del centro geográfico de la ciudad de Yokohama. Limita con los barrios de Minami, Midori, Sakae y Totsuka.

## Demografía
Según los datos del censo japonés, la población de Kōnan-ku ha crecido en los últimos 40 años.
| 185,713                                    | 206,980 | 224,036 | 222,694 | 222,596 | 221,837 | 221,411 | 215,736 | 213,952 | 213 934 |
| (Fuente: Oficina de Estadísticas de Japón) |         |         |         |         |         |         |         |         |         |